# Kothali, Chikodi
Kothali là một làng thuộc tehsil Chikodi, huyện Belgaum, bang Karnataka, Ấn Độ.